# Petra Marčinko
Petra Marčinko, née le 4 décembre 2005, est une joueuse de tennis croate, professionnelle depuis 2022.

## Carrière junior
Petra Marčinko remporte le premier tournoi junior qu'elle dispute à Menton en septembre 2019. Elle enchaîne en s'adjugeant en l'espace de trois mois quatre autres tournois à Mostar, Fujaïrah, Dubaï et Zagreb, ainsi qu'en disputant deux finales à Veli Lošinj et Dornbirn. En 2021, elle remporte le Grade 1 de Lambaré et le Grade A du Cap. Elle crée la surprise en fin de saison en s'imposant à l'Orange Bowl à la fois en simple et en double avec Diana Shnaider, et en s'emparant par la même occasion de la première place mondiale. Elle est ainsi sacrée championne du monde junior en 2021.
En 2022, elle remporte le tournoi junior de l'Open d'Australie en dominant en finale la Belge Sofia Costoulas.

## Carrière professionnelle
Pour sa première apparition dans un tournoi professionnel en avril 2021, Petra Marčinko bat Kurumi Nara au tournoi ITF de Zagreb. En mars 2022, elle s'impose lors de deux tournois consécutifs à Antalya qui lui font gagner plus de 500 places au classement WTA. Elle fait ses débuts sur le circuit WTA en 2022 au tournoi de Rabat, pour lequel elle reçoit une invitation. Elle bat Rebecca Peterson, 77e mondiale puis s'incline contre Astra Sharma. En octobre, elle remporte le tournoi de Poitiers contre Ysaline Bonaventure.
En septembre 2024, elle parvient en finale du tournoi WTA 125 de Monteux mais elle est battue par la Roumaine Irina-Camelia Begu.
En juin 2025, elle remporte le tournoi WTA 125 d'Antico Tiro a Volo (Rome) face à la Russe Oksana Selekhmeteva.

### Titre en simple en WTA 125
| No | Date       | Nom et lieu du tournoi         | Catégorie | Dotation  | Surface      | Finaliste           | Score         |          |
| -- | ---------- | ------------------------------ | --------- | --------- | ------------ | ------------------- | ------------- | -------- |
| 1  | 14-07-2025 | ATV Bancomat Tennis Open, Rome | WTA 125   | 115 000 $ | Terre (ext.) | Oksana Selekhmeteva | 6-3, 4-6, 6-3 | Parcours |

### Finale en simple en WTA 125
| No | Date       | Nom et lieu du tournoi     | Catégorie | Dotation  | Surface      | Vainqueure         | Score         |          |
| -- | ---------- | -------------------------- | --------- | --------- | ------------ | ------------------ | ------------- | -------- |
| 1  | 02-09-2024 | Elle Spirit Open, Montreux | WTA 125   | 115 000 $ | Terre (ext.) | Irina-Camelia Begu | 1-6, 6-3, 6-0 | Parcours |

## Parcours en Grand Chelem

### En simple dames
| Année | Open d'Australie | Open d'Australie | Internationaux de France | Internationaux de France | Wimbledon | Wimbledon      | US Open | US Open        |
| ----- | ---------------- | ---------------- | ------------------------ | ------------------------ | --------- | -------------- | ------- | -------------- |
| 2023  | Q2               | Coco Vandeweghe  | Q2                       | Clara Tauson             | —         | —              | Q2      | Erika Andreeva |
| 2024  | Q1               | Simona Waltert   | Q2                       | Moyuka Uchijima          | Q1        | Hannah Klugman | —       | —              |
| 2025  | —                | —                | Q2                       | Joanna Garland           | Q1        | Destanee Aiava |         |                |

N.B. : à droite du résultat se trouve le nom de l'ultime adversaire.

## Classements WTA en fin de saison
| Année          | 2021 | 2022 | 2023 | 2024 |
| Rang en simple | 905  | 194  | 175  | 257  |
| Rang en double | 947  | 819  | 1128 | 627  |

Source : (en) Classements de Petra Marčinko sur le site officiel de la Fédération internationale de tennis